# Gueux
Gueux és un municipi francès, situat al departament del Marne i a la regió del Gran Est. L'any 2007 tenia 1.789 habitants.

## Demografia

### Població
El 2007 la població de fet de Gueux era de 1.789 persones. Hi havia 638 famílies, de les quals 86 eren unipersonals (33 homes vivint sols i 53 dones vivint soles), 225 parelles sense fills, 307 parelles amb fills i 20 famílies monoparentals amb fills.
La població ha evolucionat segons el següent gràfic:
Habitants censats

### Habitatges
El 2007 hi havia 682 habitatges, 642 eren l'habitatge principal de la família, 8 eren segones residències i 32 estaven desocupats. 652 eren cases i 30 eren apartaments. Dels 642 habitatges principals, 541 estaven ocupats pels seus propietaris, 70 estaven llogats i ocupats pels llogaters i 31 estaven cedits a títol gratuït; 7 tenien dues cambres, 27 en tenien tres, 112 en tenien quatre i 496 en tenien cinc o més. 556 habitatges disposaven pel capbaix d'una plaça de pàrquing. A 194 habitatges hi havia un automòbil i a 419 n'hi havia dos o més.

### Piràmide de població
La piràmide de població per edats i sexe el 2009 era:
| Homes | Edats   | Dones |
| ----- | ------- | ----- |
| 0     | 95 o +  | 1     |
| 0     | 90 a 94 | 3     |
| 2     | 85 a 89 | 3     |
| 9     | 80 a 84 | 16    |
| 18    | 75 a 79 | 27    |
| 35    | 70 a 74 | 30    |
| 24    | 65 a 69 | 27    |
| 37    | 60 a 64 | 44    |
| 35    | 55 a 59 | 36    |
| 78    | 50 a 54 | 67    |
| 87    | 45 a 49 | 78    |
| 50    | 40 a 44 | 72    |
| 41    | 35 a 39 | 40    |
| 21    | 30 a 34 | 29    |
| 18    | 25 a 29 | 16    |
| 71    | 20 a 24 | 41    |
| 68    | 15 a 19 | 47    |
| 61    | 10 a 14 | 62    |
| 65    | 5 a 9   | 28    |
| 24    | 0 a 4   | 17    |

## Economia
El 2007 la població en edat de treballar era de 1.165 persones, 831 eren actives i 334 eren inactives. De les 831 persones actives 786 estaven ocupades (425 homes i 361 dones) i 45 estaven aturades (21 homes i 24 dones). De les 334 persones inactives 79 estaven jubilades, 146 estaven estudiant i 109 estaven classificades com a «altres inactius».

### Ingressos
El 2009 a Gueux hi havia 650 unitats fiscals que integraven 1.814,5 persones, la mediana anual d'ingressos fiscals per persona era de 28.325 €.

### Activitats econòmiques
Dels 129 establiments que hi havia el 2007, 3 eren d'empreses extractives, 1 d'una empresa alimentària, 2 d'empreses de fabricació de material elèctric, 4 d'empreses de fabricació d'altres productes industrials, 28 d'empreses de construcció, 29 d'empreses de comerç i reparació d'automòbils, 9 d'empreses de transport, 2 d'empreses d'hostatgeria i restauració, 3 d'empreses d'informació i comunicació, 8 d'empreses financeres, 7 d'empreses immobiliàries, 14 d'empreses de serveis, 14 d'entitats de l'administració pública i 5 d'empreses classificades com a «altres activitats de serveis».
Dels 37 establiments de servei als particulars que hi havia el 2009, 1 era una gendarmeria, 1 oficina de correu, 5 tallers de reparació d'automòbils i de material agrícola, 1 taller d'inspecció tècnica de vehicles, 5 paletes, 4 guixaires pintors, 7 fusteries, 2 lampisteries, 4 electricistes, 2 empreses de construcció, 2 perruqueries, 2 restaurants i 1 saló de bellesa.
Dels 6 establiments comercials que hi havia el 2009, 1 era un hipermercat, 1 una botiga de més de 120 m², 1 una botiga de menys de 120 m², 1 una peixateria, 1 una botiga de roba i 1 una botiga de mobles.
L'any 2000 a Gueux hi havia 10 explotacions agrícoles.

## Equipaments sanitaris i escolars
L'únic equipament sanitari que hi havia el 2009 era una farmàcia.
El 2009 hi havia 1 escola maternal i 1 escola elemental. Gueux disposava d'un col·legi d'educació secundària amb 563 alumnes.

## Poblacions més properes
El següent diagrama mostra les poblacions més properes.

## Personatges il·lustres
- Nicolas Louis